# Love and Monsters
Love and Monsters è un film del 2020 diretto da Michael Matthews.

## Trama
La distruzione di un asteroide diretto verso la Terra rilascia delle radiazioni, facendo sì che gli animali a sangue freddo mutino in grandi mostri e uccidano la maggior parte dell'umanità. Durante l'evacuazione di Fairfield, Joel Dawson viene separato dalla sua fidanzata Aimee ma promette di trovarla, poco prima che i suoi genitori vengano uccisi dai mostri.
Sette anni dopo, Joel vive in uno dei tanti bunker sotterranei chiamati "colonie", dove tutti gli altri sopravvissuti si sono accoppiati romanticamente mentre combattevano mostri e cercavano rifornimenti. Joel invece è relegato in cucina, in quanto si blocca in situazioni pericolose. Dopo che una formica gigante fa irruzione nella sua colonia, uccidendo uno dei sopravvissuti, Joel decide di partire per una missione per riunirsi con Aimee, in modo da non rimanere solo.
Passando per la periferia, Joel viene attaccato da un gigantesco rospo-mostro, ma viene salvato da un cane randagio di nome "Boy", che lo segue nel suo viaggio, mettendolo in guardia contro bacche velenose e altri pericoli. Joel cade in un nido di mostri-vermi chiamati "Divoratori di sabbia", quando due sopravvissuti, Clyde Dutton e Minnow, lo salvano. Si stanno dirigendo a nord verso le montagne, dove vivono meno mostri a causa del clima più freddo e dell'altitudine più elevata. Insegnano a Joel alcune abilità di sopravvivenza di base e che non tutti i mostri sono ostili, dimostrando come "Puoi sempre vederlo dai loro occhi". Invitano Joel a unirsi a loro, ma lui insiste che deve trovare Aimee. Mentre si separano, Clyde dà a Joel una granata.
Proseguendo verso ovest, Boy rimane intrappolato da un gigantesco mostro-millepiedi. Joel si blocca, ma alla fine salva Boy con la sua balestra. Rifugiandosi in un motel abbandonato, incontrano un robot di nome Mav1s. Prima che la sua batteria si esaurisca, Mav1s alimenta la sua radio abbastanza a lungo da permettergli di contattare brevemente Aimee. Gli dice che altri sopravvissuti hanno raggiunto la sua colonia, promettendo di portarli in salvo. Il giorno dopo, Joel e Boy vengono attaccati da una regina, la Mangiasabbia. Si nascondono, ma Boy abbaia, rivelando la loro posizione. Joel uccide la regina con la granata e urla a Boy per averli messi in pericolo, facendolo scappare. Dopo aver nuotato attraverso uno stagno, Joel è coperto di sanguisughe velenose e che causano allucinazioni, ma viene salvato prima di crollare.
Joel si sveglia e vede finalmente Aimee. Guida una colonia di anziani sopravvissuti che dipendono da lei. Viene presentato ai sopravvissuti, così come a Brooks "Cap" Wilkinson, un capitano di nave, e al suo equipaggio, che erano tutti arrivati da poco su un grande yacht. Mentre tutti festeggiano la loro imminente partenza, Aimee confessa a Joel che è felice di vederlo, ma che è diventata una persona diversa e sta ancora piangendo qualcuno di cui era innamorata. Joel decide di tornare alla sua colonia, contattandoli via radio e apprendendo che lì è diventata pericolosa e che anche loro devono andarsene. Cap manda a Joel delle bacche da mangiare, che riconosce come velenose. Rendendosi conto che non ci si può fidare di Cap, si precipita ad avvertire Aimee, ma perde i sensi.
Joel, Aimee e il resto della sua colonia si risvegliano legati sulla spiaggia. Cap rivela che il suo gruppo sta per fare irruzione nella colonia e che il loro yacht è trainato da un mostro-granchio controllato con una catena elettrificata. Cap fa in modo che il granchio si nutra dei coloni, ma Joel e Aimee scappano e sono in grado di combattere per le loro vite, e Boy torna ad aiutare. Dopo una lunga battaglia, Joel ha l'opportunità di sparare al granchio, ma si rende conto che non è ostile guardandolo negli occhi. Joel invece spara alla catena elettrificata, liberando il granchio, che lascia incolumi Joel e gli altri e affonda invece lo yacht, divorando Cap e il suo equipaggio.
Joel raccomanda ad Aimee di dirigersi a nord con la sua colonia. Si scambiano un bacio d'addio e Aimee promette che lo troverà. Joel fa tutto il viaggio di ritorno alla sua colonia e anche loro decidono di dirigersi verso le montagne. Alla radio, Joel ispira altre colonie a salire in superficie. Mentre le colonie si dirigono a nord, Clyde e Minnow, già sulle montagne, si chiedono se Joel sopravviverà al prossimo viaggio.

## Produzione
Nel giugno 2012, è stato annunciato che la Paramount Pictures stava sviluppando il film Monster Problems, con Shawn Levy alla produzione, basato su una sceneggiatura di Brian Duffield. È stato descritto come un road movie post-apocalittico sulla scia di Mad Max e Benvenuti a Zombieland con una storia d'amore alla John Hughes.
Nell'ottobre 2018, è stato annunciato che Dylan O'Brien era in trattative per recitare e che Michael Matthews stava dirigendo il film.  A marzo 2019, Michael Rooker e Ariana Greenblatt si sono uniti a O'Brien. Nell'aprile 2019, è stato annunciato che Jessica Henwick si era unita al cast. Sempre in aprile, l'attore australiano Dan Ewing si è unito al film in un ruolo di supporto. Le riprese principali sono iniziate sulla Gold Coast il 25 marzo 2019 e si sono concluse nel maggio 2019.
Il produttore Shawn Levy ha detto che il film "ha beneficiato immensamente" del lavoro del direttore della fotografia Lachlan Milne, con il quale aveva già lavorato in Stranger Things. Gli stunt erano coordinati da Glenn Suter che aveva lavorato con O'Brien quando era tornato per completare il terzo film di Maze Runner, dopo aver subito un grave incidente durante uno stunt. Gli stunt sono stati una sfida per la Henwick perché ha dovuto lavorare per sembrare meno competente, nonostante anni di allenamento per gli spettacoli televisivi Marvel. I cani erano addestrati da Zelie Bullen, il cane principale si chiamava Hero e il suo doppio si chiamava Dodge.
Gli effetti visivi del film sono stati completati e gestiti da Mill Film Adelaide, in collaborazione con MPC Bangalore e MPC LA.

## Promozione
Il primo trailer del film è stato diffuso il 15 settembre 2020.

## Distribuzione
L'uscita del film era originariamente prevista per il 6 marzo 2020, ma nell'ottobre 2019 la data di uscita è stata spostata al 17 aprile 2020. Nel febbraio 2020 è stato posticipato di nuovo, al 12 febbraio 2021.
Nell'agosto 2020, la Paramount ha annunciato che a causa della pandemia di COVID-19 il film sarebbe uscito tramite video on demand il 16 ottobre 2020. Il titolo del film è stato cambiato da Monster Problems a Love and Monsters. Il film è stato proiettato anche in 387 sale per il fine settimana del 16-18 ottobre 2020. Netflix ha rilasciato il film sul proprio servizio al di fuori degli Stati Uniti il 14 aprile 2021. 

## Accoglienza

### Incassi
Nel suo weekend di debutto, Love and Monsters è stato il film più noleggiato su FandangoNow e Apple TV. Il film è stato anche proiettato in 387 sale cinematografiche insieme alla sua uscita video on demand (VOD) e ha incassato $ 255.000 nel suo weekend di apertura. Nel suo secondo fine settimana, il film è arrivato secondo su Apple TV, terzo su Fandango e ottavo su Spectrum, quindi si è piazzato secondo su Spectrum, quinto su Fandango e settimo su Google nel suo terzo fine settimana.

### Critica
Sull'aggregatore Rotten Tomatoes il film riceve il 94% delle recensioni professionali positive con un voto medio di 7,3 su 10 basato su 114 critiche, mentre su Metacritic ottiene un punteggio di 63 su 100 basato su 14 critiche.
Jessica Kiang di Variety l'ha definita: "Una commedia d'avventura per famiglie divertente anche se dimenticabile ambientata in una 'monsterpocalypse'" e un "viaggio dell'eroe sciocco ma soddisfacente completamente privo di importanza". Kiang osserva che il film è basato su una sceneggiatura originale, ma sembra familiare come se fosse stato adattato da materiale esistente perché si inserisce nel genere di formazione e fa riferimento a vari altri film come Io sono leggenda, Un ragazzo e il suo cane, Benvenuti a Zombieland, Tremors e Stand by Me - Ricordo di un'estate. John DeFore di The Hollywood Reporter ha scritto: "L'ultimo atto del film offre complicazioni sia attese che sorprendenti. Per la maggior parte, soddisfa, specialmente in quella che si rivela essere la sequenza d'azione più elaborata del film".  David Ehrlich di Indiewire ha scritto: "Love and Monsters è il tipo di film più raro di questi tempi: un'avventura divertente, fantasiosa e di genere che è stata realizzata con una modesta quantità di grandi soldi dello studio".

## Riconoscimenti
- 2021 - Premio Oscar[28]
  - Candidatura per i migliori effetti speciali a Matt Sloan, Genevieve Camilleri, Matt Everitt e Brian Cox
- 2021 - Critics Choice Super Awards[29]
  - Candidatura per il miglior film di fantascienza o fantastico